# ミシェル・シャピュイ (オルガニスト)
ミシェル・レオン・シャピュイ (1930年1月15日 - 2017年11月12日) は、フランスのオルガン奏者、教育者。特にフランスとドイツのバロック巨匠の奏者として知られ、歴史に基づいた演奏に専念した。

## 経歴
シャピュイはドルで生まれ、初期の頃はドル大聖堂のオルガンで訓練を受けた。1943年にディジョンでエミール・ポワイヨにピアノを学んだ。 1945年、ブザンソン大聖堂のオルガニスト、ジャンヌ・マルギラールのもとでオルガンを初めて本格的に研究した。その後、パリのエコール・セザール・フランクでルネ・マールエルブとエドゥアール・スベルビエルに師事した。パリ音楽院ではマルセル・デュプレに師事し、1951年にオルガンと即興演奏の分野で賞を受賞した。
シャピュイは、1951年から1954年までパリのサン・ジェルマン・ローセロワ教会と1954年から1972年までサン・ニコラ・デ・シャン教会のオルガニストを務め、1955年から1964年までパリのノートルダム大聖堂に同行し、1964年からはサン・セヴラン教会の名誉オルガニストを務めた。また、コンサートアーティストとして広範囲にツアーを行った。
1956年から1979年までストラスブール音楽院、1979年から1986年までブザンソン音楽院、1986年から1995年までパリ音楽院の教授を務めた。 1996年から2010年まで、ベルサイユ王立礼拝堂のオルガニストを務めた。
生前、シャピュイは17世紀から18世紀のフランスのオルガン音楽の現存するすべての作品をクリコのオルガンで演奏しました。
シャピュイは初期のレパートリーを歴史的な楽器に合わせた数多くの録音をおこなった。重要な録音には、ヨハン・ゼバスティアン・バッハのオルガン作品全集が含まれており、この作品の最高の録音の一つとされる。
シャピュイは2017年にドルで87歳で亡くなった。

## 録音
- 1963 : Messe à 8 voix et 8 Instruments H.3 de Marc-Antoine Charpentier, Michel Chapuis, organ, conducted by Trajan Popesco. LP A. Charlin.
- 1966 - 1970 : Johan Sébastian Bach, complete works for organ. 14 CD United archives.
- 1988: Du Mage, Clerembault: Premier Livre d'Orgue (Orgue Francois-Henri Clicquot de la Cathedral de Poitiers). Astrée.
- 1997 : Messe pour le Port-Royal H.5 de Marc-Antoine Charpentier, Michel Chapuis, historical organ Louis-Alexandre Cliquot (Houdan 1735), Les Demoiselles de Saint-Cyr, conducted by Emmanuel Mandrin. CD Auvidis Astrée & Naïve 2007.
- 2002 : Messe de Monsieur Mauroy H.6 de Marc-Antoine Charpentier, Michel Chapuis, great organ, Le Concert Spirituel, conducted by Hervé Niquet. CD Glossa.